# ساموآ جو
نیو کشتی‌گیر حرفه‌ای آمریکایی است که با نام ساموآ جو با دبلیو دبلیو ای قرارداد بسته و هم‌اکنون در برند ان اکس تی فعالیت می‌کند. او سابقه چند ساله حضور در کمپانی تی ان ای دارد و به نوعی در آن کمپانی برای خودش نامی دست و پا کرد. همچنین زمانی نیز در کمپانی رینگ آو هونور فعالیت داشته‌است.

## کشتی کج

### دبلیو دبلیو ای

#### ان اکس تی
در ۲۰ می ۲۰۱۵ در پی پر ویو NXT TakeOver: Unstoppable، کوین اونز به سمی زین حمله کرد و جو به کمک سمی زین آمد. در ۱ ژوئن جو اعلام کرد که به صورت فول تایم در دبلیو دبلیو ای فعالیت خواهد کرد. جو با شکست اسکات داوسون در ۱۰ ژوئن رسماً در دبلیو دبلیو ای شروع به کشتی گرفت. در ۱۷ ژون مسابقه ای بین کوین و اونز و جو ترتیب داده شد که نتیجه مسابقه با حمله ناگهانی هردو به یکدیگر ناکام ماند. در ان اکس تی تیک اور ۲۰۱۵ جو برن کوربین را شکست داد. جو همراه فن بلر به تورنمت Dusty Rhodes Tag Team Classic لوچا دراگونز را شکست دادند. در ۴ نوامبر ساموا جو در مسابقه ای که بین آپولو کروز و فن بلر بود به بلر حمله کرد و تبدیل به شخصیت منفور شد. در ۱۱ نوامبر گفته شد که به ساموا جو مسابقه ای که علیه بلر نخواهد داشت. در ۱۶ دسامبر در ان اکس تی تیک اور لندن جو از بلر شکست خورد و کمربند را نبرد. در ۱۳ ژانویه ۲۰۱۶ جو کوربین را چلنج کرد تا برنده به مصاف قهرمان ان اکس تی برود در همان زمان سمی زین هم به میادین بازگشت. سپس در ۲۷ ژانویه مسابقه ای ۳ جانبه بین جو و کوربین و سمی زین ترتیب اده شد که
نتیجه مسابقه به علت تسلیم شدن برن کوربین توسط هم جو هم زین ناکام ماند. در ۱۷ فوریه جو و زین مسابقه ای دیگر دادند که نتیجه مساوی شد. در ۹ مارس مسابقهٔ پیروز با دو پین فال برگزار شد که جو سمی زین را شکست داد و به مسابقه ای دیگر علیه بلر در ۱ اپریل در پی پر ویو دالاس:nxt takeover دست یافت. اما جو پس از آسیب دیدن در ناحیه گونه شکست خورد. در ۲۱ اپریل جو بالاخره فن بلر را شکست داد و کمبرند را به دست آورد. در اولین مسابقه دفاع از کمبرند ساموا جو در مقابل بلر در استیل کیج در ۸ ژوئن و پی پر ویو ان اکس تی تیک اور:پایان قرار گرفت و پیروز شد. سپس جو با شینسکه ناکامورا درگیر شد و در پی پر ویو ان اکس تی تیک اور بروکلین فکش از جا درآمد و کمبرند را باخت.اما در ۱۹ نوامبر در تیک اور تورنتو دوباره مسابقه ای با شینسکه داشت و پیروز شد و تبدیل به اولین کشتیگیری که کمبرند ان اکس تی را دو بار برده شد. در ۳ دسامبر ۲۰۱۶ در کشور شینسکه جو کمبرند را به شینسکه باخت و تبدیل به کوتاه‌ترین زمان دارنده کمبرند شد. در ۸ دسامبر در ملبرن استرالیا مسابقه ای استیل کیج بین جو ناکامورا ترتیب داده شد و شینسکه (ناکامورا) پیروز شد. در ۲۵ ژاونیه ۲۰۱۷ جو با بابی رود هم تیم شد و علیه تاجیری و ناکامورا قرار گرفت و شکست خورد. همچنین جو به عنوان تماشاچی در پی پر ویو ان اکس تی تیک اور سن آنتونیو حضور داشت.

### انتقال به راو
پس از مصدومیت فن بلر کمربند یونیورسال بی صاحب ماند، سپس تریپل اچ تورنمنتی برگزار کرد که در آن تورنمت ست رولینز، بیگ کس، رومن رینز و کوین اونز حضور داشتند در اواخر مسابقه ترپیل اچ کت خودرا درآورد و به رینگ آمد ست را بلند کرد و دستی بر سرش کشید، و به سراغ کوین اونز رفت، همهٔ ما منتظر بودیم تریپل اچ بر روی اونز پدگری بزند و ست مسابقه را ببرد. در همین حین ناگهان تریپل اچ برگشت و پدگری به ست زد و کوین اونز ترغیب به پین ست کرد و مسابقه با پیروزی اونز به پایان رسید. در هفته‌های بعد ست رولینز مدام تریپل اچ را برای رو به رو شدن با خود به چالش می‌کشید و هر بار تریپل اچ یا به وسیله کشتیگران دیگر به او از پشت حمله می‌کرد یا به نگهبان‌های می‌گفت تا او را از رینگ ببرند. در ۳۰ ژانویه ۲۰۱۷ ست به ترپیل اچ حمله کرد و همین که نزدیک رینگ شد [ساموا جو] از پشت به او حمله کرد و با زدن فن کاکینا کلاچ ست را بیهوش کرد و دوباره پای مصدوم ست آسیب دید و باعث شد تا در شوهای بسیار با اینکه با همان پا کشتی خوبی می‌گرفت دردسر ایجاد شود. سپس در پی پر ویو پی بک ۲۰۱۷ ساموا جو به مصاف ست رولینز رفت اما شکست خورد. در هفته بعد مسابقه ای با رینز داد و براون استرومن دخالت کرد و سریعاً ساموا جو تسلیمی خودرا بر روی رینز پیاده کرد و رینز بیهوش شد و ساموا جو برد. سپس جو با زین درگیر شد و در پی پر ویو فستلین ۲۰۱۷ زین را شکست داد. در هفته بعد جو در مسابقه ای بین فن بلر و ست رولینز و میز برای کمربند دخالت کرد و از آن طرف هم بری وایت مداخله کرد و کمربند دست میز باقی ماند. در اسکتریم رولز ۲۰۱۷ ساموا جو با شکست بری وایت و رینز و رولینز و بلر به عنوان حریف براک لزنر در گریت بالز اف فایر ۲۰۱۷ انتخاب شد. در شب بعد پاول هیمن منیجر براک لزنر به رینگ آمد و چند کلامی با جو صحبت کرد و جو هم ناگهان او را کاکینا کلاچ کرد و همچنین در راوهای بعدی از پشت به براک حمله کرد و دوباره کاکینا کلاچ را اجرا کرد که باعث قرمز شدن صورت براک لزنر و بیهوشی او شد و گویا جو حریفی قدر برای لزنر بود. در گریت بالز اف فایر جو به مصاف لزنر رفت و شکست خورد. در ۱۷ ژوئیه دوباره تصمیم گرفت شد تا کشتیگیری با لزنر مسابقه دهد، سپس رینز و جو در مقابل یکدیگر قرار گرفتند اما استرومن به هردوی آن‌ها حمله کرد و مسابقه برنده ای نداشت. در هفته بعد کرت انگل جنرال منیجر راو اعلام کرد که در سامر اسلم ۲۰۱۷ لزنر از کمربند خود علیه رینز و استرومن جو دفاع خواهد کرد. که لزنر با پین رینز از کمربند خود دفاع کرد. جو بعد از این قضایا مصدوم شد و در ۳۰ اکتبر بازگشت و مسابقه ای علیه آپولو کروز داشت و پیروز شد. همچنین در سروایور سریز ۲۰۱۷ در تیم راو بود که راو پیروز گشت. در ۴ دسامبر در مسابقه دین امبروز و ست علیه سزارو و شیمس دخالت کرد و باعث باخت آن‌ها شد. سپس در ۲۵ دسامبر رینز را برای کمربند اینترکانتیننتال که دست رینز بود چلنج کرد که با رد صلاحیت برد و کمربند دست رینز باقی ماند. در ۱ ژانویه دوباره با رینز مسابقه داد و شکست خورد. جو در مسابقه ای با تاتس اونیل مصدوم شد و بعد از ۳ یا ۴ ماه به میادین بازگشت و رومن را برای مسابقه ای در بک لش ۲۰۱۸ چلنج کرد و شکست خورد.

#### انتقال به اسمکدون تا اکنون
در ۱۷ اپریل جو در 2018 WWE Superstar Shake-up به اسمکدون انتقال یافت. سپس جو و میز و ست رولینز و و فن بلر سر کمبرند اینترکانتیننتال در گریتست رویال رامبل ۲۰۱۸ مسابقه داد و تایتل به دست رولینز افتاد. در ۲۴ ژوئیه جنرال منیجر اسمکدون یعنی paige قرار شد حریف ای جی استایلز را برای کمبرند دبلیو دبلیو ای در سامر اسلم مشخص کند، در همین حین جیمز الورث آمد و گفت که من حریف تو هستم و شروع به صحبت‌هایی در مورد پیج کرد و پیج هم او را اخراج کرد و جو هم از پشت به ای جی حمله کرد و به او فن کاکینا کلاچ را زد و خودرا حریف ای جی نامید. در هفته بعد جو شروع به حصبت‌هایی در مورد ای جی کرد و گفت:((ای جی تمام زندگی خودرا صرف کشتی کج می‌کند به خانواده خود رسیدگی نمی‌کند.))در هفته بعد ای جی استایلز در پرومویی طوفانی جواب‌های دندان شکنی به ساموا جو داد. سپس در ۱۴ اوت اینبار جو و ای جی استایلز رخ به رخ صحبت‌هایی کردند. در سامر اسلم ۲۰۱۸ جو در اواخر مسابقه شروع به مورد خطاب قرار دادن دختر کوچک ای جی که در همان‌جا بود کرد و گفت:((من به تو قول داده بودم بابا به خونه برمیگرده، اما مثل اینکه بر نمیگرده، اما نگران نباش من پدر جدید تو هستم!)) ای جی هم به خاطر این حرف بسیار اعصبانی شد و پرید و جو را به شدت مورد اصابت قرار داد و مسابقه با رد صلاحیت به نفع جو تمام شد اما کمربند همچنان در دستان ای جی است.
قهرمان کمربندان اکس تی سه بار
قهرمان کمربندus چهار بار
برنده کمربند تگ تیم افتخاری تورنومنت داستی رودز (۱بار) به همراه فین بالور

## افتخارات‌درROH
قهرمان‌کمربندجهانیROH.
رکورددارکمربندجهانیROHبه‌مدت۲۱ماه.
و قهرمان حال حاضر ROH TV

## افتخارات درTNA
قهرمان‌کمربندجهانیTNAیک‌بار.
قهرمان‌کمربندتگ‌تیمTNAدوبار.
قهرمان‌کمربنداکس‌دیویژن‌پنج‌بار.